# Gabriel García Márquez
Gabriel José García Márquez (6. března 1927, Aracataca, Kolumbie – 17. dubna 2014, Ciudad de México, Mexiko) byl kolumbijský spisovatel a novinář píšící španělsky. Často je považován za nejdůležitějšího představitele tzv. magického realismu, přestože je jeho dílo příliš rozmanité na to, aby mohlo být jednoznačně zařazeno.

## Mládí
Narodil se jako nejstarší z jedenácti sourozenců v městečku Aracataca v departmentu Magdalenana na severu Kolumbie. Dětství prožil se svými prarodiči, kteří ovlivnili jeho pozdější tvorbu. Jeho dědeček byl plukovníkem v kolumbijské občanské válce na straně liberálů, babička pak pověrčivá žena znalá lidových pověstí.
Střední školu navštěvoval v hlavním městě Bogotě, na vysoké škole studoval práva, ale studia nedokončil.

## Dospělost
Od roku 1948 byl novinářem a dopisovatelem různých provinčních novin. Roku 1954 se stal zpravodajem významného bogotského listu El Espectador. Byl vyslán do Paříže, noviny však byly krátce po jeho příjezdu úředně zastaveny. Tři roky pobýval v tamním hotelu De Flandre a psal. V letech 1955 a 1957 navštívil několik evropských zemí, včetně Československa. Roku 1957 se vrátil do Kolumbie, kde se jeho ženou stala Mercedes Barcha, se kterou pak měl dva syny. V lednu 2022 bylo uveřejněno, že spisovatel měl také nemanželskou dceru s jinou ženou.
Po nástupu Fidela Castra k moci se stal dopisovatelem kubánské tiskové agentury Prensa Latina.
V padesátých letech napsal několik povídkových próz, se kterými ovšem nebyl příliš spokojen, a tak se pustil do psaní filmové kritiky, v Římě dokonce vystudoval režii. Nakrátko se pak vrátil do Kolumbie. V té době (1961) se s rodinou přestěhoval do Mexika. Později v Barceloně psal i filmové scénáře.
V roce 1967 se konečně dostavil literární úspěch v románu o rodině Buendíů, Sto roků samoty, za tři roky se prodalo více než půl milionu výtisků. Dílo psal zavřený v pracovně po osmnáct měsíců, než konečně vyšel s třinácti sty stránkami rukopisu notně čpícími nikotinem. Prodeje pomohly Garcíovi Márquezovi dostat se z dluhů a poskytly mu možnost věnovat se psaní po zbytek života. Po vydání románu Sto roků samoty se i s rodinou přestěhoval do Barcelony, kde vydal Neuvěřitelný a tklivý příběh o bezelstné Eréndiře a její ukrutné babičce a Podzim patriarchy.
Roku 1968 opět navštívil Československo, setkal s Milanem Kunderou a vyjádřil se proti okupaci země vojsky Varšavské smlouvy. V polovině sedmdesátých let se pod vlivem událostí v Jižní Americe vrátil na rodný kontinent.
V roce 1982 obdržel Nobelovu cenu za literaturu „za své romány a povídky, v nichž se neskutečné snoubí s reálným ve světě plném představivosti a odrážejícím život a konflikty kontinentu“. Podporoval politiku Fidela Castra a různé revoluční skupiny v Jižní Americe.

## Dílo

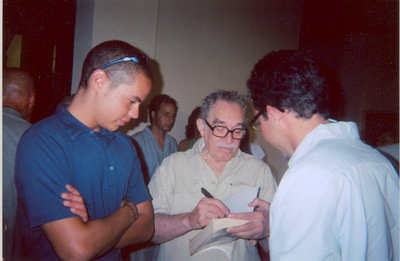
Gabriel José García Márquez podepisuje Sto roků samoty

Jeho styl je plný nadsázek a fantastických motivů, které se objevují v místech všedního života. Společným rysem je vyprávění velkých příběhů, které roztříští na mnoho bezvýznamných epizod, čímž se dílo stává záměrně nepřehledným. Čas podle něj neplyne, ale otáčí se dokola.
Základními tématy pro něj jsou: láska, smrt, samota a stárnutí. Svým postavám přikládá mytologické rozměry a legendární vlastnosti ještě dříve, než by si je jakýmkoliv svým jednáním zasloužily.
- 1955 – Všechna špína světa (La hojarasca) česky 2006 ISBN 80-207-1205-4 (v české literatuře uváděno též jako Spadané listí)
- 1961 – Plukovníkovi nemá kdo psát (El coronel no tiene quien le escriba) česky ISBN 80-207-1212-7
- 1962 – Pohřeb velké Matky (Los funerales de la Mamá Grande) česky ISBN 978-80-207-1271-4
- 1962 – Oči modrého psa (Ojos de perro azul), česky 2016
- 1962 – Zlá hodina (La mala hora) česky 2006, ISBN 80-207-1216-X
- 1967 – Sto roků samoty (Cien años de soledad) česky ISBN 80-207-1139-2
- 1970 – Zpověď trosečníka (Relato de un náufrago) česky 2004, ISBN 80-207-1158-9
- 1972 – Neuvěřitelný a tklivý příběh o bezelstné Eréndiře a její ukrutné babičce (La increíble y triste historia de Cándida Eréndira y de su abuela desalmada) česky 2008, ISBN 978-80-207-1256-1
- 1975 – Podzim patriarchy (El otoño del patriarca) česky ISBN 80-207-1171-6

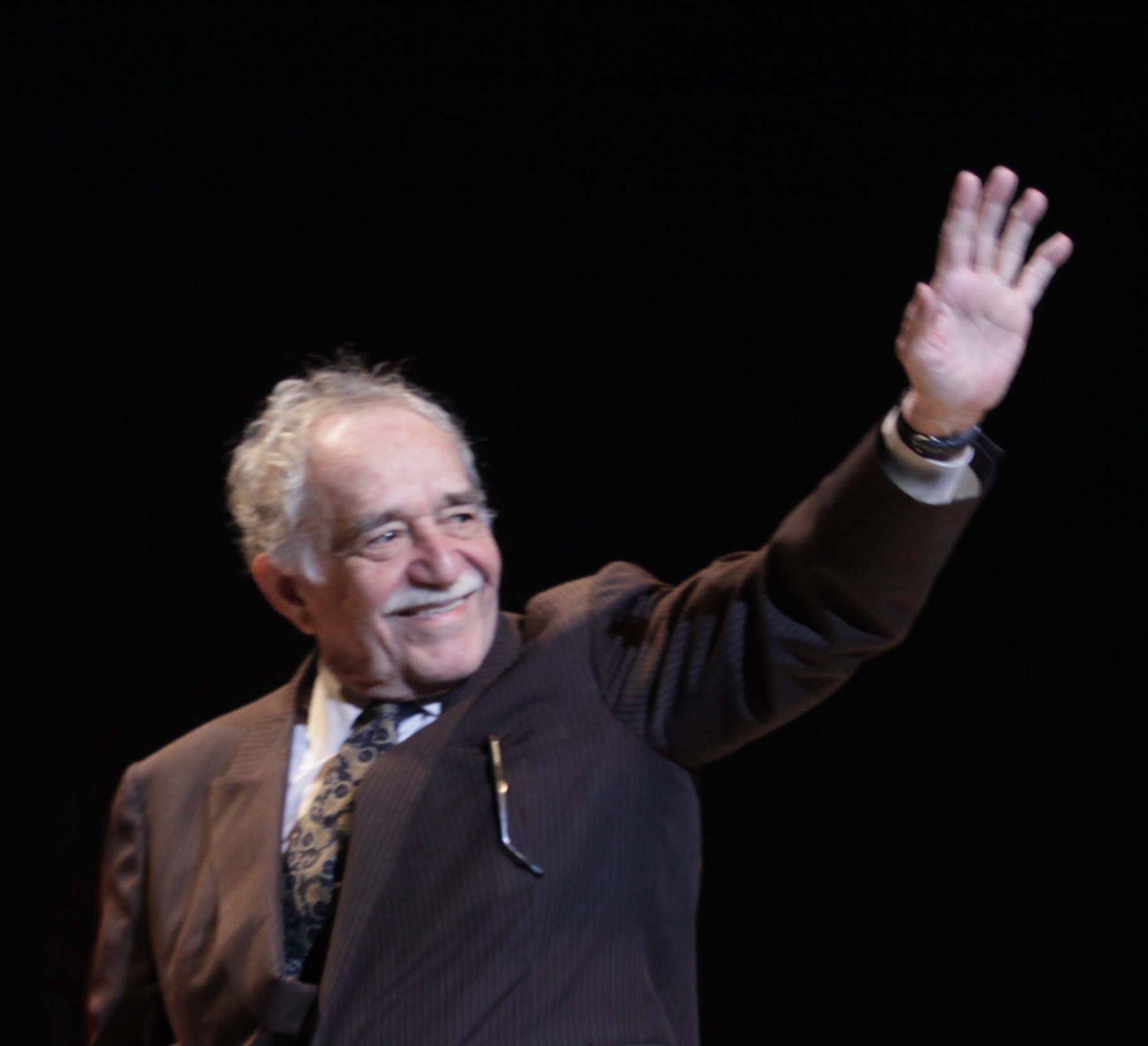
Gabriel García Márquez (2009)

- 1979 – V tomhle městečku se nekrade – český výbor z El coronel no tiene quien le escriba, Los funerales de la mamá grande a La inscreíble y triste historia de Cándida Eréndira y de su abuela desalmada česky ISBN 978-3-87291-148-3
- 1981 – Kronika ohlášené smrti (Crónica de una muerte anunciada) česky ISBN 80-207-1183-X
- 1983 – Devadesát dnů za železnou oponou (De viaje por europa del este) česky 2018 ISBN 978-80-207-1824-2
- 1985 – Láska za časů cholery (El amor en los tiempos del cólera) česky ISBN 80-207-1144-9 – román o velké nesmrtelné lásce, Florentino Ariza miluje dívku, začíná ji milovat v 17 letech, ona ho odmítne, vdá se za někoho jiného, nenaplněná láska, čeká, až jí manžel zemře (72 let), pak se dají dohromady, dojde k naplnění lásky, láska jako hybný princip.
- 1987 – Dobrodružství Miguela Littína v Chile (La aventura de Miguel Littín clandestino en Chile) česky ISBN 978-80-207-1229-5
- 1989 – Generál ve svém labyrintu (El general en su laberinto) česky ISBN 80-207-1177-5
- 1992 – Dvanáct povídek o poutnících (Doce cuentos peregrinos) česky ISBN 80-207-1191-0
- 1994 – O lásce a jiných běsech (Del amor y otros demonios) česky ISBN 80-207-1151-1
- 1996 – Zpráva o jednom únosu (Noticia de un secuestro) česky 2007, ISBN 978-80-207-1247-9
- 2002 – Žít, abych mohl vyprávět (Vivir para contarla) česky 2003, ISBN 80-207-1150-3
- 2004 – Na paměť mým smutným courám (Memoria de mis putas tristes) česky 2005, ISBN 80-207-1187-2

Po úmrtí Márqueze oznámil jeho nakladatel Random House, že má k vydání jeho poslední rukopis s názvem Uvidíme se v srpnu (En agosto nos vemos). Rodina však ke zveřejnění nedala souhlas.